# Куцев Анатолій Миколайович
Анато́лій Микола́йович Ку́цев (нар. 20 квітня 1959, Бендери, СРСР — 26 червня 2016) — радянський футболіст, що виступав на позиції захисника. Відомий завдяки виступам у криворізькому «Кривбасі», київському СКА, білоцерківському «Динамо» та низці інших радянських клубів. Після завершення кар'єри гравця почав займатися футбольним арбітражем, який суміщав з тренерською роботою в жіночому футболі. Очолював жіночі молодіжну та національну збірні України.

## Життєпис
Анатолій Куцев народився 20 квітня 1959 року у місті Бендери. Вихованець місцевої ДЮСШ-2, де його тренером був Анатолій Делібалт. Є випускником Київського державного інституту фізичної культури.
Професійну кар'єру розпочав у дніпропетровському «Дніпрі» — у 1977 році виступав за дублюючий склад «дніпрян», а вже наступного сезону почав залучатися до матчів основи. Втім, закріпитися у цьому клубі Куцеву не вдалося і він повернувся до Молдови, де провів першу половину 1979 року в місцевому «Ністру».
Наступною командою 20-річного захисника став нікопольський «Колос», у складі якого Куцев став переможцем української зони у другій лізі чемпіонату та здобув право виступати у першій лізі. Далі у кар'єрі футболіста був період виступів у криворізькому «Кривбас» та друге зональне «золото» другої ліги.
У 1982 році Анатолій опинився у київському СКА, разом з яким спочатку вилетів з першої ліги, а згодом повернувся до другого за значимістю радянського дивізіону. Відігравши чемпіонат 1984 року у складі «Кривбаса», Куцев перейшов до лав ірпінського «Динамо», що згодом перебазувалося до Білої Церкви. У складі цієї команди Анатолій Куцев провів понад 150 матчів та завершив кар'єру гравця.
У 1994 році почав працювати помічником головного тренера національної жіночої збірної України. Обіймав цю посаду до 2000 року. Водночас обслуговував матчі різних ліг чоловічого чемпіонату як головний арбітр. Дебютував у вищій лізі 15 квітня 2001 року в поєдинку «Металіст» — «Металург» (Маріуполь).
У 2004 році припинив суддівську кар'єру і в той час був головним тренером молодіжної жіночої збірної України. З 2006 року обслуговував матчі різних рівнів чемпіонатів України як інспектор ФФУ (матчі вищої ліги — з 2010 року). У 2007 році Анатолія Куцева було призначено головним тренером жіночої національної збірної України, разом з якою він досяг першого великого успіху в історії жіночого футболу України, вийшовши до фінального етапу чемпіонату Європи 2009.
У 2013 році з нагоди 100-річчя колегії футбольних арбітрів та інспекторів міста Києва Куцева було нагороджено Подякою київського міського Голови та почесною відзнакою Федерації футболу Києва «Знак пошани».
26 червня 2016 року пішов із життя. Похований на Лісовому кладовищі Києва (ділянка № 111).

## Досягнення
Здобутки гравця
- Переможець зонального турніру другої ліги чемпіонату СРСР (3): 1979, 1981, 1983
- Кандидат у майстри спорту СРСР

Тренерські досягнення
- Вихід до фінальної частини жіночого чемпіонату Європи (1): 2009